# 社会能见度
社会能见度（英语：Social Watch），是凤凰卫视的一档社会观察类节目，2003年开播，前身是财经类节目《财经点对点》。该节目也是凤凰冲击播时段节目之一。该节目是凤凰卫视突破财经节目框架的重大尝试，将目光从财经专题延伸至国计民生的更大范围。
节目的主持人最初是曾子墨，2014年开始节目改由2007年中华小姐环球大赛季军姜楠主持，并全部改为外景拍摄。較為特別的是，兩位都是主持完此節目後便離開鳳凰衛視（惟姜楠已於半年後回歸）。
此节目於2016年起便停播，為此《鳳凰大視野》於2015年12月21日至25日播出特別獻映「透明地帶」，並安排曾子墨重新操刀。

## 冠名
2005年，2007年由口子窖酒特约，2009年由匹克特约，2011年由迎驾贡酒特约，2012年下半年由古镇老酒特约，自2013年开始，节目没有任何特约赞助商。

## 播出时间[6]
- 凤凰卫视中文台：香港时间周四22：00-22：30首播；次日03：15-03：50、15：40-16：15重播。
- 凤凰卫视欧洲台：格林威治时间周四20：30-21：05、周五04：30-05：05。
- 凤凰卫视美洲台：美国西岸时间周四11：35-12：10、22：00-22：35、周六7:00-7:35。
- 凤凰卫视澳洲版：悉尼时间周五05：30-06：05、13：30-14：05。

## 每期节目列表[7]
- 2月23日：非典后遗症患者调查
- 3月1日：免费午餐
- 3月8日：少女毁容案调查
- 3月15日：孤独的成长
- 3月22日：湖南益阳“天坑”调查
- 3月29日：疯狂的“灵修”
- 4月5日：哈医大一院杀医案背后
- 4月12日：民企的“诈骗”
- 4月19日：生命热线
- 4月26日：海南旅游黑幕
- 5月3日：放“虎”——周正龙出狱之后
- 5月10日：重生
- 5月17日：被抛弃的生命-谢桐军的生死七天
- 5月24日：云南巧家爆炸案调查
- 5月31日：“十元店”性工作者调查
- 6月7日：迁徙——玉树民族中学
- 6月14日：毒西瓜悬案
- 6月21日：又见校车事故
- 7月5日：陕西镇坪引产事件调查
- 7月12日：天津蓟县大火
- 7月19日：深喉：医调内幕
- 7月26日：北京721大暴雨 派出所所长李方洪因公牺牲
- 8月2日：药品贮藏的秘密
- 8月9日：猥亵女童调查
- 8月23日：“七五八”洪灾警示录 （註：指1975年文革年間河南“75·8”溃坝事件）
- 8月30日：保卫“同心”
- 9月6日：“被精神病者”的胜利
- 9月13日：遭遇索马里海盗
- 9月20日：走进养老医院
- 9月27日：在家上学
- 10月4日：玉树孤儿北京生活纪实
- 10月11日、18日：中国式急救
- 10月25日：戒毒工厂
- 11月1日：神山下的环保
- 11月8日：南京文化体制改革观察
- 11月15日：雪夜救援
- 11月29日：毕节男孩取暖致死调查
- 12月6日：禁毒大队长的举报路
- 12月13日：南京大屠杀-祭
- 12月20日：朱瑞峰的公民反腐
- 12月27日：中国尘肺病

- 1月3日：回访
- 1月10日：袁厉害收养之困
- 1月17日：最后的劳教
- 1月24日：“寻子车”
- 1月31日：饮水的秘密
- 2月7日：“售票帝”秘籍
- 2月14日：普洱厕所民生工程观察
- 2月21日：“熊猫血”之困
- 2月28日：劫后余生
- 3月7日：中国式家庭暴力
- 3月14日：“谈话死”背后
- 3月21日：再说华西村
- 3月28日：弃婴之死
- 4月4日：寻妻
- 4月18日：83份死亡档案
- 5月2日：民间善满——中国式慈善
- 5月9日：玉树地震三年祭
- 5月16日：广州120
- 5月23日：“地贫”之痛
- 5月30日：走近“母亲水窖”
- 6月6日：“空判”的专利案
- 6月13日：北京出租车调价调查
- 6月20日：加纳淘金梦
- 6月27日：黄牌后的张家界
- 7月4日：粤西越南新娘纪实
- 7月11日：中医厅长刘维忠
- 7月18日：垮塌的大桥
- 7月25日：拯救“非遗”
- 8月1日：乳腺之癌
- 8月8日：癌从口入
- 8月15日：富平医生贩婴调查
- 8月22日：农村姑娘进城打工 受邀赴艺术院校做裸模
- 8月29日：农村自杀调查
- 9月5日：重性精神疾病患者——解锁困局
- 9月12日：另类课堂——杜郎口中学教改观察
- 9月19日：派出所的故事
- 9月26日：狂人乔乔和他的野生动物
- 10月10日：儿童精神障碍调查
- 10月17日：锯腿的农民
- 10月24日：关注中国虐童现状
- 10月31日：上海自贸区一天
- 11月7日：“渔夫”之死
- 11月14日：重走汶川
- 11月21日：PM2.5防治调查
- 11月28日：直击3.3特大专案
- 12月5日：打拐这些年
- 12月12日：转行的煤老板
- 12月26日：李晓峰独立支撑1所学校 13年带出134名学生

2014年起，节目改由2007年中华小姐环球大赛季军姜楠主持。
- 1月2日：走近石家庄婴儿安全岛
- 1月9日：货车司机之困
- 1月16日：疫苗之殇
- 1月23日：性侵留守女童背后
- 1月30日：被忽视的医生
- 2月6日：家庭医生谢吉伯
- 2月13日：天下无贼
- 2月20日：中国式控烟
- 2月27日：医闹中的医务处
- 3月6日：伤恸3.01
- 3月13日：东莞丐帮调查[8]
- 3月20日：幼儿园的“药”
- 4月3日：平度式拆迁
- 4月10日：被“调剂”的女孩
- 4月17日：奉化倒楼事件调查
- 4月24日：石门砷污染调查
- 5月8日：失独之后
- 5月15日：活着——地震六周年祭
- 5月22日：出狱之谜——赵作海的四年
- 5月29日：“贵”在有机
- 6月5日：遭遇罕见病
- 6月12日：民间治污

## 争议
2014年3月13日，《社会能见度》节目报道了“东莞丐帮调查”，报道了犯罪团伙用各种非常手段使人致残，逼人乞讨的恶劣行径。同年6月，东莞市政府新闻办公室对外通报称，东莞市公安部门对该报道披露的33张视频行乞图片进行深入调查后发现，29张来源于互联网，拍摄地点均不在东莞；1张图片内容查实为2006年3月22日东莞塘厦警方接投诉后到现场调查处理行乞行为；其余3张仍在进一步核查中。而凤凰视频所发布的一期已经被删除。

## 相关书籍
本节目的同名书籍为《社会能见度 透明地带》，由中国青年出版社出版，书号为ISBN 9787500683766。